# Pironizam
Pojam pironizam koristio se u 17. i 18. stoljeću kao sinonim za skepticizam. Dolazi od imena grčkog filozofa Pirona iz Elide.